# Sommer-Paralympics 2012/Teilnehmer (Belarus)
| stlisierte Goldmedaille | stlisierte Silbermedaille | stlisierte Bronzemedaille |
| ----------------------- | ------------------------- | ------------------------- |
| 5                       | 2                         | 4                         |

Belarus entsandte zu den Paralympischen Sommerspielen 2012 in London eine aus 32 Sportlern bestehende Mannschaft – 16 Frauen und 16 Männer.

## Teilnehmer nach Sportart

### Judo
Frauen:
- Arina Kachan

Männer:
- Aliaksandr Kazlou

### Leichtathletik
Frauen
- Anna Kaniuk
- Tamara Sivakova
- Volha Zinkevich

Männer
- Siarhei Burdukou
- Ihar Fartunau
- Siarhei Hrybanau
- Aliaksandr Subota

### Powerlifting (Bankdrücken)
Frauen:
- Liudmila Hreben

### Radsport
Frauen:
- Alena Drazdova
- Iryna Fiadotova

### Rollstuhlfechten
Frauen:
- Liudmila Lemiashkevich
- Alesia Makrytskaya

Männer:
- Martyn Kavalenia
- Viktar Lemiashkevich
- Mikalai Bezyazychny

### Rudern
Frauen:
- Alena Aliaksandrovich
- Aksana Sivitskaya
- Larisa Varona
- Ljudmila Wautschok

Männer:
- Pavel Herasimchyk
- Maksim Miatlou
- Piotr Piatrynich
- Ruslan Sivitski

### Schwimmen
Frauen
- Maryia Charniatsova
- Natalia Shavel

Männer:
- Ihar Boki
- Uladsimir Isotau
- Yury Rudzenok
- Dzmitry Salei